# Aftermath
Aftermath és un àlbum d'estudi de la banda de rock britànica The Rolling Stones. L'àlbum va ser enregistrat als estudis RCA Studios de Califòrnia el desembre de 1965 i el març de 1966, durant les pauses entre les seves gires internacionals. Va ser editat al Regne Unit el 15 d'abril de 1966 per Decca Records i als Estats Units el 2 de juliol per London Records. És el quart àlbum d'estudi britànic i el sisè àlbum nord-americà de la banda, i segueix de prop una sèrie de senzills amb èxit internacionals que van ajudar a aportar la nova riquesa i popularitat dels Stones que van rivalitzar amb els seus contemporanis, The Beatles.

## Llistat de cançons

### Edició UK
Totes les cançons foren escrites i compostes per Mick Jagger i Keith Richards. 
| 1.            | «Mother's Little Helper» | 2:40  |
| 2.            | «Stupid Girl»            | 2:52  |
| 3.            | «Lady Jane»              | 3:06  |
| 4.            | «Under My Thumb»         | 3:20  |
| 5.            | «Doncha Bother Me»       | 2:35  |
| 6.            | «Goin' Home»             | 11:35 |
| Durada total: | Durada total:            | 26:08 |

| 1.            | «Flight 505»          | 3:25  |
| 2.            | «High and Dry»        | 3:06  |
| 3.            | «Out of Time»         | 5:15  |
| 4.            | «It's Not Easy»       | 2:52  |
| 5.            | «I Am Waiting»        | 3:10  |
| 6.            | «Take It or Leave It» | 2:47  |
| 7.            | «Think»               | 3:10  |
| 8.            | «What to Do»          | 2:30  |
| Durada total: | Durada total:         | 26:15 |

- La remasterització editada per ABKCO l'any 2002 en SACD de l'edició del Regne Unit va ser editada juntament amb una versió estèreo mix inèdita de "Mother's Little Helper".[11]

### Edició USA
Totes les cançons foren escrites i compostes per Mick Jagger and Keith Richards. 
| 1.            | «Paint It, Black»  | 3:20  |
| 2.            | «Stupid Girl»      | 2:52  |
| 3.            | «Lady Jane»        | 3:06  |
| 4.            | «Under My Thumb»   | 3:20  |
| 5.            | «Doncha Bother Me» | 2:35  |
| 6.            | «Think»            | 3:10  |
| Durada total: | Durada total:      | 18:23 |

| 1.            | «Flight 505»    | 3:25  |
| 2.            | «High and Dry»  | 3:06  |
| 3.            | «It's Not Easy» | 2:52  |
| 4.            | «I Am Waiting»  | 3:10  |
| 5.            | «Goin' Home»    | 11:35 |
| Durada total: | Durada total:   | 24:08 |